# Pholcus crassipalpis
Pholcus crassipalpis là một loài nhện trong họ Pholcidae. Loài này được phát hiện ở Nga và de Ukraina.